# 贝克山 (加拿大)
贝克山（Mount Baker）位于加拿大洛磯山脈，是大陆分水岭上的一座山。贝克山属艾伯塔和不列颠哥伦比亚两省管辖。
贝克山的名称由约翰·诺曼·柯利于1898年命名。

## 靠近
- 哈贝尔山：东南3米（10英尺）
- 特拉珀峰：东北2米（7英尺）
- 菲尔德：南31米（102英尺）
- 帕特森山：北3米（10英尺）